# 陽耀勳
陽耀勳（1983年1月22日—）為台灣棒球選手，阿美族人，外號陽大哥。守備位置是外野手，曾效力於中華職棒Lamigo桃猿、樂天桃猿及富邦悍將，現效力於臺中台壽霸龍成棒隊。出道初期本為投手，並以此身份在日本職棒福岡軟銀鷹效力，後來因傷患關係轉任外野手。其胞弟為陽岱鋼。

## 生平

### 早年及背景
陽耀勳出生於臺東縣臺東市，有阿美族背景。兩名弟弟陽岱鋼、陽耀華亦為棒球員，妹妹陽詩慧為籃球員。其家族可追溯至馬蘭部落創建者谷拉斯·馬亨亨。
他從小參加棒球隊，先後就讀卑南國小、新生國中、華興中學、中國文化大學。

### 業餘時期
高中時代左投的陽耀勳即能投出140km/h以上的極速，但於高3時肩關節受傷影響了投手生涯。由於肩膀傷勢大學時期的陽主要擔任外野手位置，兼有擔任球賽後半的中繼投手出賽。打擊不錯的陽也曾以外野手身分數次入選成棒國家代表隊。即使成棒時不是專任投手，但優秀的身體素質也讓陽於大學時即有最快148km/h的球速紀錄，就左投來說已是頗具威力。於大學期間的休養讓陽的肩傷逐步好轉，在2005年亞錦賽首度以投手身分入選成棒國家代表隊。

### 日本職棒
2005年中大學畢業，年底以投手身分加盟日職福岡軟銀鷹，合約為簽約金4000萬日圓，年薪800萬日圓，於隔年赴日發展。
2006年初參與了世界棒球經典賽，本年度職業生涯首年即升上日職一軍，在一軍有5場出賽，ERA：9.00。
2007年左腳骨折開刀治療，整季報銷。後在2軍持續的培養下陽的投球能力有所突破，2010年於2軍投出了生涯最快的155km/h球速，同年也在1軍有了不錯的表現。
2013年初，陽耀勳拒絕球隊提出的複數年合約，希望可以直接赴美發展，協調後與球隊簽下一年總值3500萬日圓（約台幣1117萬元）的合約，並附有季後的旅外條款，根據合約內容得以旅美但不得加盟日本職棒其他球隊。同年陽耀勳只有在二軍出賽，在球季結束後福岡軟銀鷹與其結束合約，陽耀勳成為自由球員得以旅美。

### 美國職棒

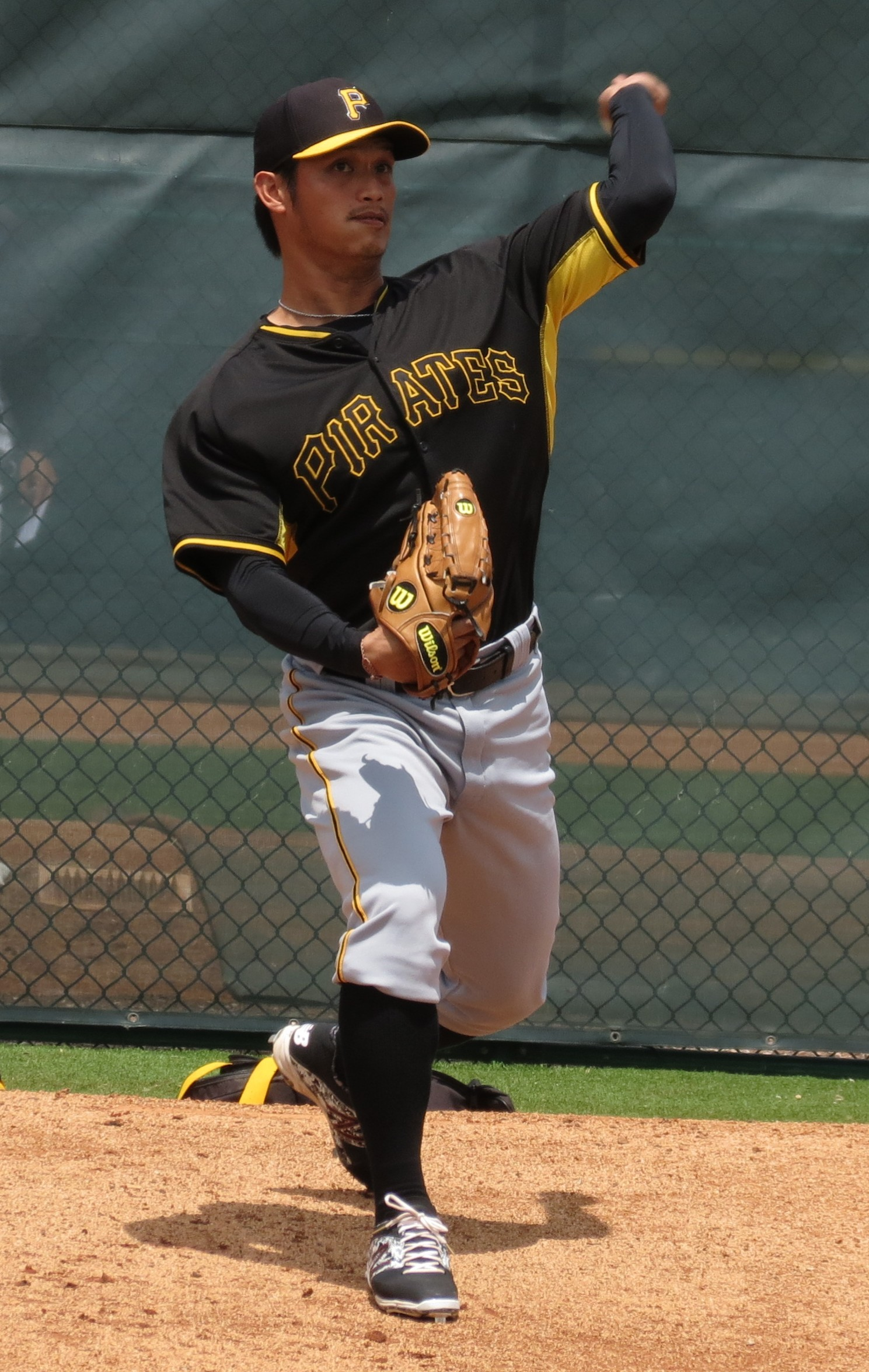
陽耀勳效力於匹茲堡海盜隊時期。

2014年2月13日，陽耀勳與匹茲堡海盜隊簽下二年小聯盟合約，並受邀參與大聯盟春訓。春訓結束後被下放小聯盟2A球隊。但期間修改投球姿勢的效果不佳且於2A的11場中繼出賽era高達6.61，旅美首季即於7月10日被釋出。

### 爆米花聯盟
2014年7月23日，陽加盟國訓中心棒球隊，後於爆米花聯盟的出賽中，陽不僅擔任投手也重回了外野手的角色。

### 中華職棒
2015年6月29日於中華職棒季中選秀會落選，而後義大犀牛隊有意與陽以投手身分簽下自主培訓的合約，但由於兩度體檢均未通過，最終陽未能成功加盟犀牛隊。
2015年8月27日以背號23號外野手身分加盟Lamigo桃猿，合約中不僅野手部分另有投手的激勵獎金。加盟後在下半季的優秀打擊表現為桃猿隊奪下年度第一與二連霸作出貢獻。
2015年9月18日於桃園國際棒球場對義大犀牛的比賽，個人中華職棒生涯首次登板投球，單場球速達148km/h，然未解決任何一人次並失掉1分，留下無限大的自責分率，本場為陽至今在中職唯二的投手出賽。
2016年4月24日於桃園國際棒球場對統一7-ELEVEn獅，於九局下面對終結者凱力（Ryan Kelly）擊出追平比數的三分全壘打，為職棒生涯第一支全壘打；事實上前一年的10月22日於台灣大賽就面對麥克蘭頓（Mike McClendon）擊出全壘打過，但由於是在季後賽，並未計入生涯成績。4月26日的隔一場比賽於嘉義市立棒球場面對中信兄弟擊出生涯首次單場雙響砲。
2016年8月27日在桃園國際棒球場面對統一7-ELEVEn獅投手廖文揚，將一顆肩膀以上高度的壞球「砍劈」成反方向全壘打，登上大聯盟的Cut4專欄，成為國際棒球迷的焦點， 也讓中華職棒27年比賽用球爭議正式浮上檯面。
2016年7月17日於新莊棒球場參與中華職棒全壘打大賽，身著臨時因傷退賽的朱育賢球衣上場，於冠軍賽中惜敗於林智勝，技驚四座。 隔年7月9日於花蓮球場捲土重來，先於四強賽打敗前一年冠軍林智勝，再於冠軍賽打敗「真．朱育賢」，獲得全壘打大賽冠軍。
2020年9月1日於桃園國際棒球場面對富邦悍將，是睽違四年又349天再度上場投球，同時九局上半猿隊在2:14的大幅落後局面下受命上場救援。面對范國宸投出自身在中華職棒的首次三振，隨後再對陳凱倫投出第二次三振。

## 投球特點
左投的陽以四分之三（斜肩）的放球點出手，最快曾達到155km/h的速球為其武器球。主力變化球有滑球與快速指叉球。雖然擁有優秀的球威，但於其職業生涯整體來說控球不佳，於日本職棒一軍的生涯BB/9達4.7。

## 詳細情報

### 日本職棒
| 年度 | 球隊       | 出賽 | 先發 | 勝投 | 敗投 | 中繼 | 救援 | 完投 | 完封 | 四壞 | 三振 | 責失 | 投球局數 | 自責分率 | 被上壘率 |
| ---- | ---------- | ---- | ---- | ---- | ---- | ---- | ---- | ---- | ---- | ---- | ---- | ---- | -------- | -------- | -------- |
| 2006 | 福岡軟銀鷹 | 5    | 0    | 0    | 0    | 0    | 0    | 0    | 0    | 2    | 1    | 2    | 2.0      | 9.00     | 3.00     |
| 2008 | 福岡軟銀鷹 | 6    | 1    | 1    | 2    | 0    | 0    | 0    | 0    | 3    | 3    | 7    | 3.2      | 17.18    | 2.18     |
| 2009 | 福岡軟銀鷹 | 4    | 0    | 0    | 0    | 0    | 0    | 0    | 0    | 6    | 10   | 7    | 9.2      | 6.52     | 1.86     |
| 2010 | 福岡軟銀鷹 | 14   | 4    | 2    | 0    | 0    | 0    | 0    | 0    | 18   | 28   | 8    | 32.2     | 2.20     | 1.65     |
| 2012 | 福岡軟銀鷹 | 9    | 6    | 2    | 3    | 1    | 0    | 1    | 1    | 18   | 45   | 7    | 42.2     | 1.48     | 1.00     |
| 合計 | 5年        | 38   | 11   | 5    | 5    | 1    | 0    | 1    | 1    | 47   | 79   | 87   | 90.2     | 3.19     | 1.42     |

### 美國職棒匹茲堡海盜2A
- 2014年共投16.1局，留下0勝1敗，6.61自責分率

### 中華職棒
打擊成績
| 年度 | 球隊       | 背號 | 出賽 | 打數 | 安打 | 全壘打 | 打點 | 盜壘 | 四死 | 三振 | 壘打數 | 雙殺打 | 打擊率 | 上壘率 | 長打率 | OPS   |
| ---- | ---------- | ---- | ---- | ---- | ---- | ------ | ---- | ---- | ---- | ---- | ------ | ------ | ------ | ------ | ------ | ----- |
| 2015 | Lamigo桃猿 | 23   | 25   | 87   | 37   | 0      | 10   | 5    | 11   | 8    | 42     | 0      | 0.425  | 0.485  | 0.483  | 0.968 |
| 2016 | Lamigo桃猿 | 23   | 89   | 359  | 101  | 17     | 48   | 19   | 30   | 74   | 176    | 6      | 0.281  | 0.335  | 0.490  | 0.825 |
| 2017 | Lamigo桃猿 | 23   | 57   | 181  | 63   | 5      | 25   | 8    | 13   | 38   | 92     | 3      | 0.348  | 0.392  | 0.508  | 0.900 |
| 2018 | Lamigo桃猿 | 23   | 40   | 127  | 33   | 3      | 14   | 1    | 11   | 27   | 47     | 0      | 0.260  | 0.319  | 0.370  | 0.689 |
| 2019 | Lamigo桃猿 | 23   | 39   | 72   | 19   | 3      | 10   | 0    | 8    | 19   | 32     | 2      | 0.264  | 0.329  | 0.444  | 0.773 |
| 2020 | 樂天桃猿   | 1    | 65   | 212  | 67   | 9      | 38   | 5    | 16   | 53   | 113    | 3      | 0.316  | 0.360  | 0.533  | 0.879 |
| 2021 | 樂天桃猿   | 1    | 25   | 91   | 22   | 0      | 4    | 2    | 4    | 17   | 25     | 1      | 0.242  | 0.274  | 0.275  | 0.549 |
| 2022 | 富邦悍將   | 26   | 13   | 26   | 5    | 0      | 2    | 0    | 1    | 11   | 6      | 0      | 0.192  | 0.222  | 0.231  | 0.453 |
| 合計 | 8年        | －   | 353  | 1155 | 347  | 37     | 151  | 40   | 94   | 247  | 533    | 15     | 0.300  | 0.352  | 0.462  | 0.813 |

投球成績
| 年度 | 球隊       | 背號 | 出賽 | 先發 | 勝投 | 敗投 | 中繼 | 救援 | 完投 | 完封 | 四死 | 三振 | 責失 | 投球局數 | 防禦率 | 被上壘率 |
| ---- | ---------- | ---- | ---- | ---- | ---- | ---- | ---- | ---- | ---- | ---- | ---- | ---- | ---- | -------- | ------ | -------- |
| 2015 | Lamigo桃猿 | 23   | 1    | 0    | 0    | 0    | 0    | 0    | 0    | 0    | 3    | 0    | 1    | 0.0      | ∞      | ∞        |
| 2020 | 樂天桃猿   | 1    | 1    | 0    | 0    | 0    | 0    | 0    | 0    | 0    | 1    | 2    | 0    | 1.0      | 0.00   | 2.00     |
| 合計 | 2年        | －   | 2    | 0    | 0    | 0    | 0    | 0    | 0    | 0    | 4    | 2    | 1    | 1.0      | 9.00   | 5.00     |

### 個人記錄
- 首次登板：2006年5月17日、對讀賣巨人2回戰（東京巨蛋）、8局下救援登板・1/3局無失分
- 首次奪三振：2006年6月2日、對阪神虎4回戰（阪神甲子園球場）、8局下對Michael Shane Spencer
- 首次勝利：2008年7月27日、對千葉羅德海洋15回戰（福岡Yahoo!Japan巨蛋）、12局上救援登板・直到比賽結束、1/3局無失分
- 首次先發：2008年7月29日、對北海道日本火腿鬥士16回戰（福岡Yahoo!Japan巨蛋）、投了1/3局丟4分成為敗戰投手
- 首次完投/完封勝：2012年8月17日、對歐力士野牛16回戰（京瓷巨蛋大阪）、被安打數3、無四死球、完封勝

## 個人生活
陽耀勳在日本期間結識楊雅君；2013年2月22日，兩人在當屆世界棒球經典賽集訓空檔登記結婚。

## 外部連結
- 陽耀勳在美國職棒官網（英语）
- 陽耀勳在日本職棒官網（英语）
- 陽耀勳在中華職棒官網
- 陽耀勳在Baseball-Reference.com（小聯盟以及海外聯盟）（英语）
- 陽耀勳在ESPN（MLB）（英语）
- 陽耀勳在The Baseball Cube（英语）
- 陽耀勳在Global Sports Archive（英语）
- 陽耀勳在台灣棒球維基館上的頁面（繁體中文）

| 獎項          | 獎項                          | 獎項                 |
| ------------- | ----------------------------- | -------------------- |
| 前任： 林智勝 | 中華職棒全壘打大賽冠軍 2017年 | 繼任： 安德魯·坎貝爾 |